# Donaunixenbrunnen

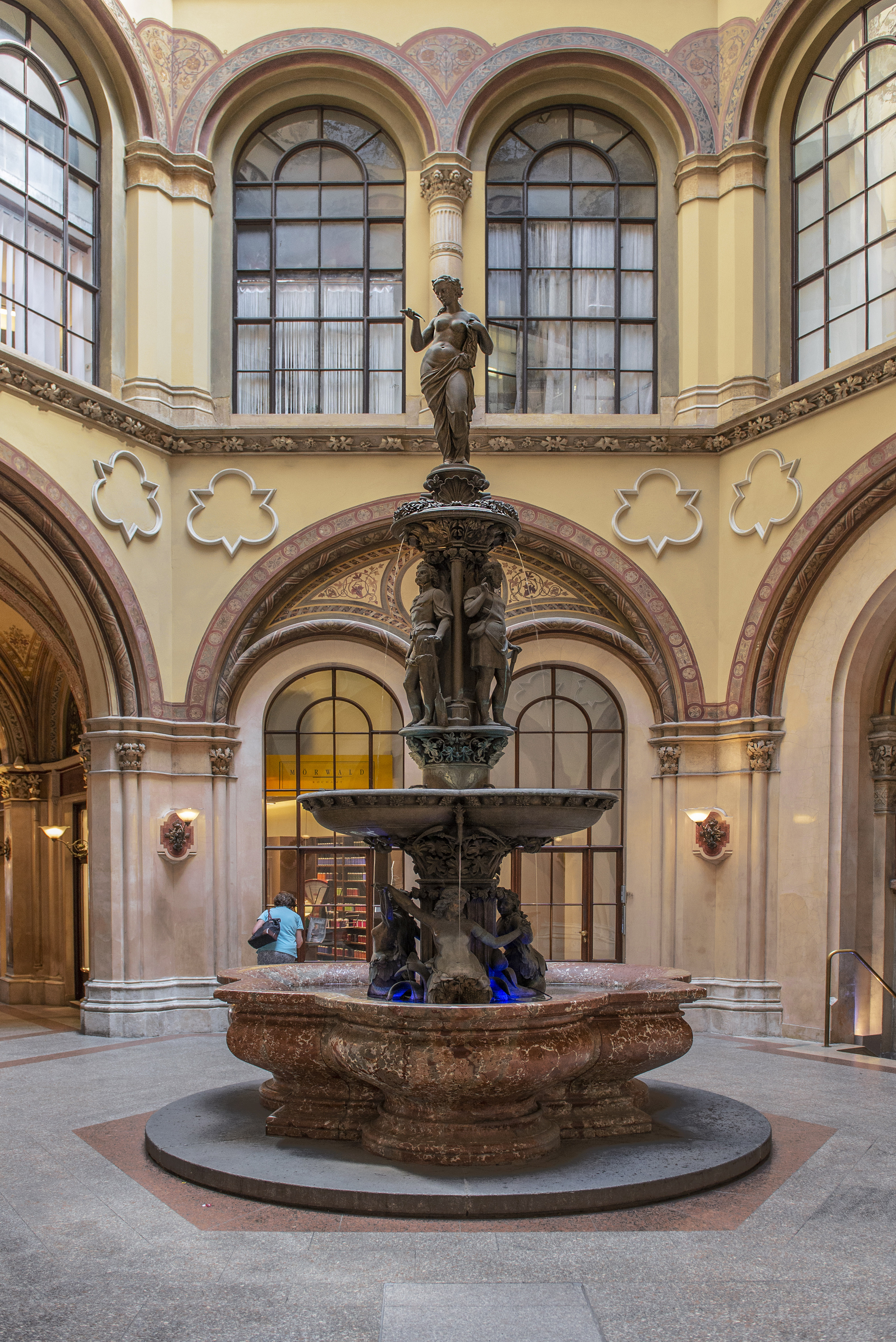
Donaunixenbrunnen im Palais Ferstel

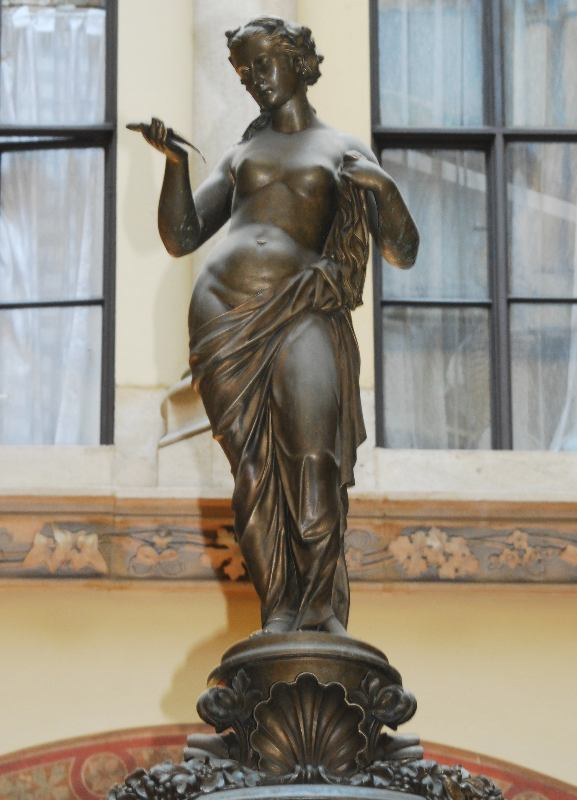
Donaunixenbrunnen: die Donaunixe

Der Donaunixenbrunnen ist ein Brunnen im 1. Wiener Gemeindebezirk Innere Stadt.

## Beschreibung
Der Donaunixenbrunnen befindet sich im sechseckigen sogenannten Basarhof der im Palais Ferstel befindlichen Einkaufspassage zwischen der Freyung und der Herrengasse und besitzt eine Gesamthöhe von 19 Wiener Fuß (entspricht 6 Meter) bei einem Beckendurchmesser von 10 Fuß (3,2 Meter).
Das Becken besteht aus Adneter Marmor, die Säule mit den Nixen, der oberen Schale, den drei Figuren und der Donaunixe wurde aus 75 Wiener Zentnern (ungefähr 4200 Kilogramm) Bronze gegossen.
Aus dem Wasser des Marmorbeckens tauchen drei Nixen auf, die einander die Hände reichen und die aus der Mitte des Wasserbeckens ragende Säule umtanzen. Über ihnen befindet sich ein weiteres, kleineres Wasserbecken, das von Rankwerk und drei als Wasserspeiern dienenden Wasservögeln getragen wird. Oberhalb dieses Beckens stehen drei Figuren: ein Kaufherr, ein Schiffbauer und ein Fischer.
Den Abschluss der Säule bildet die Figur des aufrecht stehenden Donauweibchens mit wallendem Haar und halb erhobener rechter Hand, in der sie einen kleinen Fisch hält.
Entworfen wurde der Brunnen von Heinrich von Ferstel, der auch das als Bankgebäude errichtete Palais geplant hatte. Anton Dominik Ritter von Fernkorns Anteil an diesem Brunnen lag in der Formgebung und dem Guss der Bronzeteile, während der Hof- und bürgerliche Stadt-Steinmetzmeister Anton Wasserburger das Marmorbecken anfertigte.
Der Donaunixenbrunnen, der 25.000 Gulden kostete, wurde im Oktober 1861 enthüllt.